# Тілака

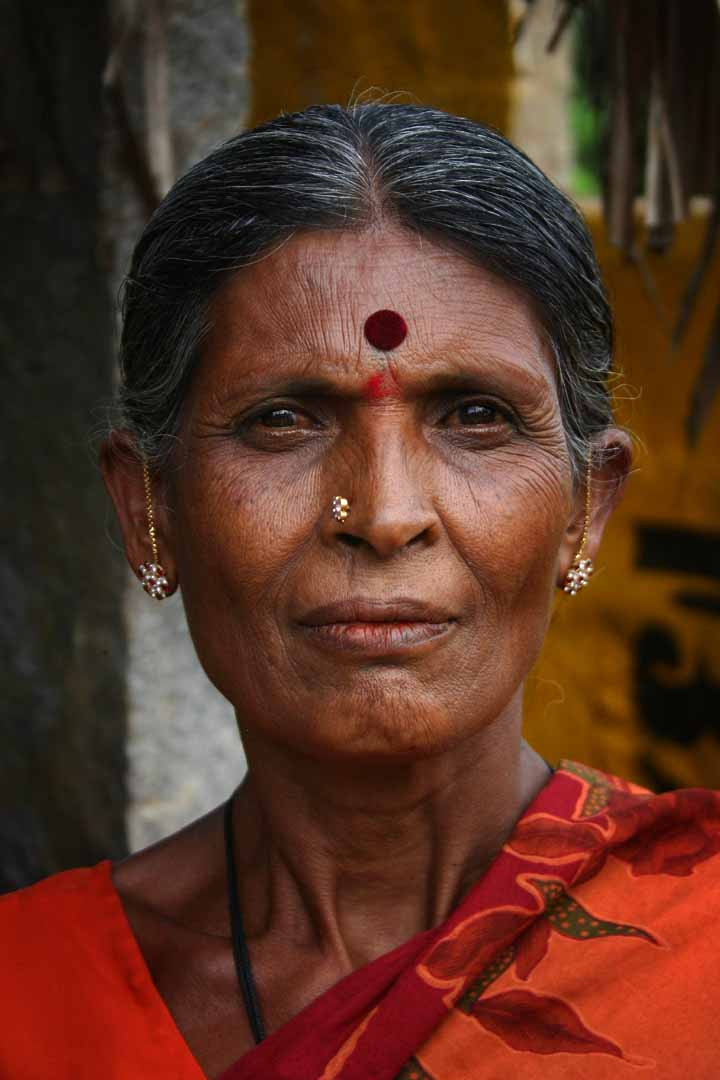
Індійська жінка з тілакою

Тіла́ка, або тілáк (санскр. तिलक, tilaka IAST) — священна позначка яку наносять індуїсти глиною, попелом, сандаловою пастою або іншою речовиною на чоло й інші частини тіла (не варто плутати із бінді — повсякденною прикрасою індійських жінок). Види тілак відрізняються у послідовників різних напрямів усередині індуїзму, і серед іншого, слугують розпізнавальним знаком, виказуючи приналежність до тієї чи іншої релігійної традиції.. Тілака може мати різну форму, в залежності від деномінації носія.

## Значення
Тілака символізує третє око, яке у теології індуїзму асоціюється із різноманітними богами і виражає ідею духовного просвітлення. В минулому тілаку мали право наносити лише боги, жерці, аскети та паломники, але зараз це є звичайною практикою для більшості індусів, що сповідують індуїзм (можна сказати, що саме тілака і вирізняє індуїстів серед решти релігійного люду).
Для нанесення тілаки використовують — пасту-фарбник із сандалового дерева, попіл, кіновар, шафранову фарбу, червону глину тощо. Наносять тілаку на чоло, як у горизонтальному, так і у вертикальному напрямку (тілака може навіть заходити на носову частину обличчя), іноді фарба наноситься також і на проділ. Жінки, зазвичай, наносять сферичні тілаки, в той час як чоловіки відзначаються виразнішими символами, такими як смужки, чи групи ліній.

## Історія виникнення
Найбільш захопливо розмальовують обличчя вайшнавіти (послідовники бога Вішну), чи його втілення — бога Крішну. Їх тілака має вигляд широкої червоної смужки, що тягнеться від верхівки лоба до самісінького кінчика носа. На самій смузі виведено білий символ у вигляді літери U. Таким же чином у адептів Вішну можуть бути прикрашені скроні. Вайшнавіти для нанесення тілаки використовують пасту-фарбник із сандалового дерева, так як в священних текстах високо цінуються чистота, цілющі властивості та охолоджуючий ефект цієї субстанції. Окрім сандалового дерева, послідовники Вішну будь-який червоний фарбник змішують із глиною із священного регіону Брадж (з річки Ямуна, чи з Вріндавану) і наносять на чоло у вигляді трьох вертикальних смуг, які трохи вище за перенісся з'єднуються у формі тієї ж таки літери U. Ця тілака має назву урдхва пундра тілак(Urdhva Pundra Tilak).

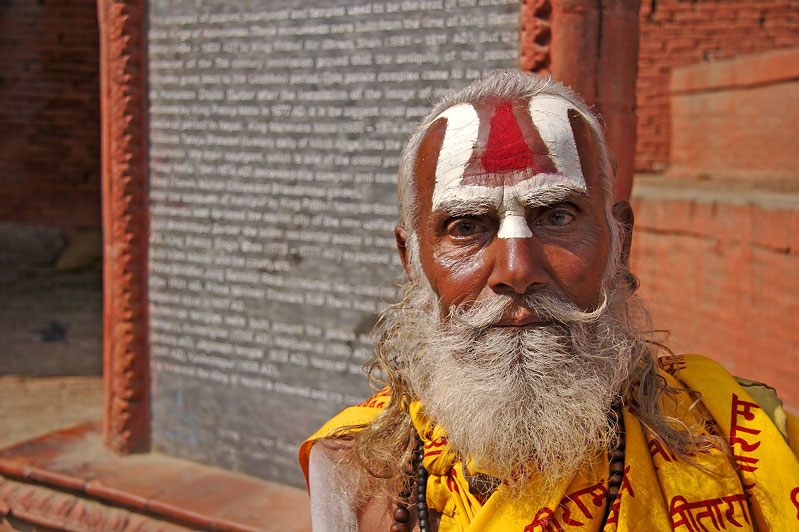
Чоловік із традиційною тілакою вайшнавітів

Ще один особливий вид тілаки на чоло наносять послідовники бога Шиви та богині Деві Шакті. Ця релігійна позначка має вигляд трьох горизонтальних смуг на чолі і однієї вертикальної смужки (чи кружечка) посередині них. Адепти Шиви тілаку наносять чорним кольором з допомогою дерев'яного попелу чи басми. Цей вид тілаки є древнішим за попередній і перегукується із багатьма традиціями малюнків на обличчі у інших народів світу.

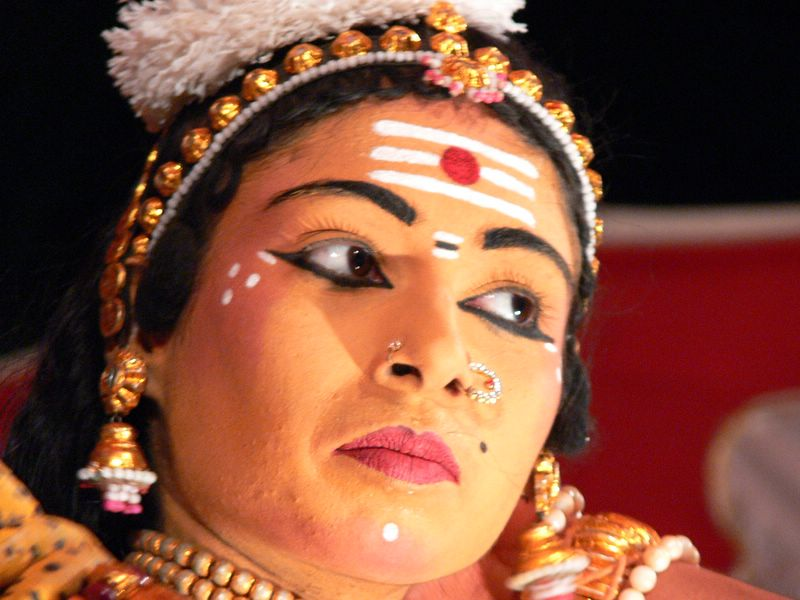
Танцівниця із традиційною «вертикальною» тілакою

З-поміж релігійних видів тілаки в минулому існували і тілаки Пошани. Радж Тілак (Raj Tilak), — вшанування осіб благородної крові. Вір Тілак (Vir Tilak) — вшанування переможців війн чи змагань.
Сьогодні тілаку майже не застосовують у повсякденному житті (лише індуїстські священики), хоча без нанесення цього священного символу не минає жодне значуще свято.